# BONBOOENT
BONBOOENT（韓語：본부이엔티），是韓國的經紀公司。

## 歷史
BONBOOENT為秋山成勳、金東炫、李相花、裴明浩、鄭達萊、鄭大世等運動員的所屬社。隨後亦與模特兒矢野志保、藝人黃光熙、伊藤由美、朴嘉熙、瑞奇·李耐利等簽訂專屬合約。

## 旗下藝人

### 男藝人
- 秋山成勳
- 金東炫
- 黃光熙
- 姜京浩（朝鲜语：강경호）
- 鄭大世
- 裴明浩
- 瑞奇·李耐利

- 滑川康男

### 女藝人
- 矢野志保
- 秋山紗蘭
- 朴嘉熙
- 李相花
- 鄭達萊（朝鲜语：정다래）
- 伊藤由美

## 外部連結
- 官方网站